# Plecoptera rubiginilinea
Plecoptera rubiginilinea är en fjärilsart som beskrevs av Alfred Ernest Wileman. Plecoptera rubiginilinea ingår i släktet Plecoptera och familjen nattflyn. Inga underarter finns listade i Catalogue of Life.